# Horisont (tidskrift)
Ej att förväxla med Horisont (litterär kalender)
Horisont är en finlandssvensk kulturtidskrift som kommit ut sedan 1950-talet (från och med 1954). Den ges ut av Svenska Österbottens litteraturförening. Många välkända kulturpersonligheter har varit publicerade i tidskriften under åren, bland andra Peter Björkman (som även under många år var chefredaktör tillsammans med Sofie Furu). Bland tidigare chefredaktörer märks Harry Järv som ledde tidskriften åren 1954–1977.
Nuvarande chefredaktörer är Camilla Lindberg och Anna Remmets Askman. Horisont utkommer med fyra nummer per år (2017), men utgivningsfrekvensen har varierat under åren.
Horisont publicerar essäer, artiklar, dikter, noveller, kritik, konst, fotografier. Ibland är det debatt, ibland temanummer om viktiga företeelser inom litteraturen eller kulturen. Nyheter tas upp.